# Taiwanblåskata
Taiwanblåskata (Urocissa caerulea) är en tätting i familjen kråkfåglar som är endemisk för Taiwan. En liten införd population finns även i Japan. Arten minskar i antal, men beståndet anses ändå livskraftigt.

## Utseende och läten

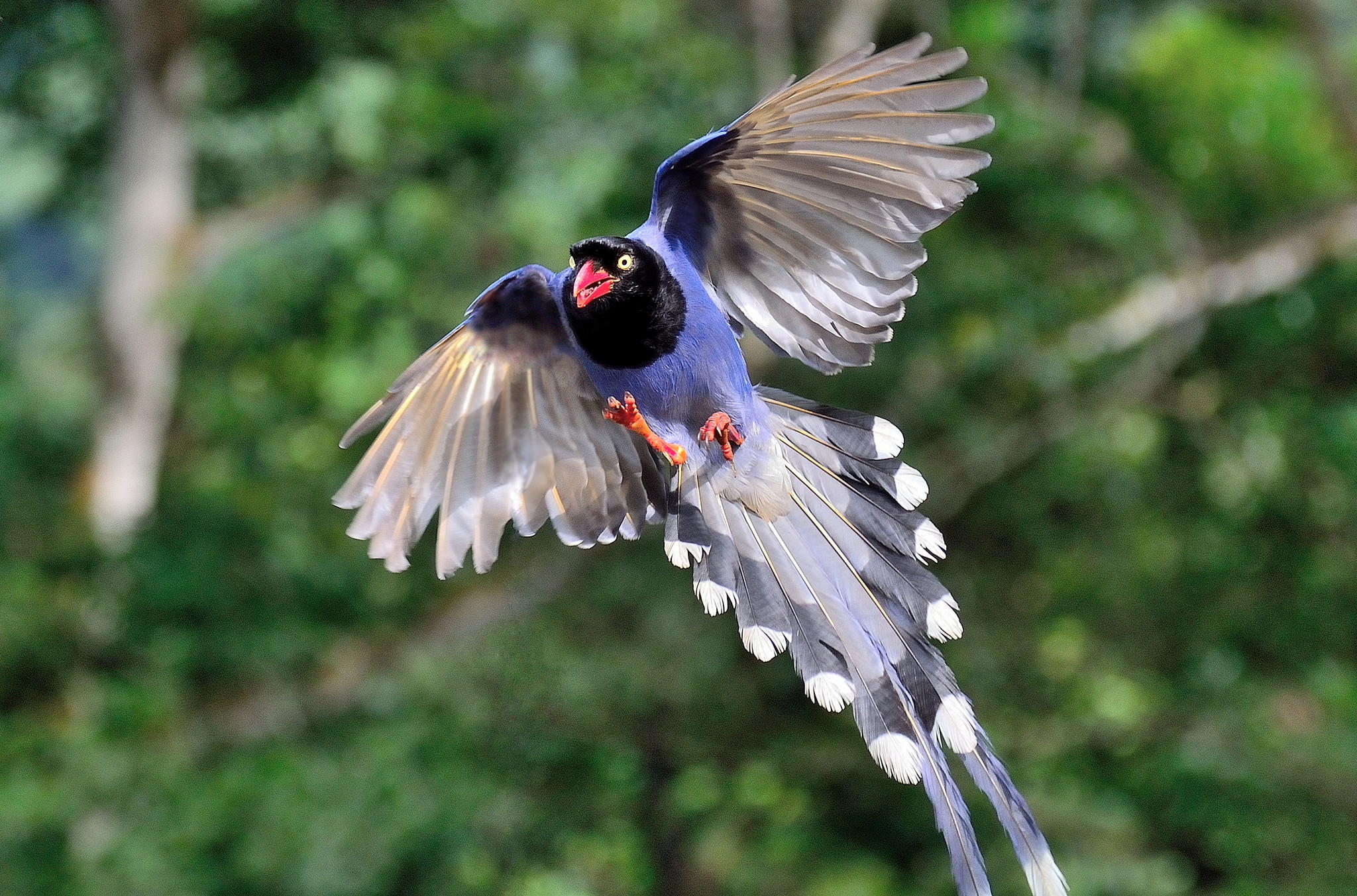

Taiwanblåskatan är en stor (64–69 cm) och färgglad kråkfågel med mycket lång stjärt. Fjäderdräkten är nästan helt djupt koboltblå med svart på huvud, bröst och undre vingtäckare. Undersidan är ljusare blå, mot undergrunden övergående i vitt. Vingarna är blå med vita tertialspetsar. På den mycket långa och kilformade stjärten har varje fjäder vitt och svart på spetsen. Näbben är kraftig, böjd och chiliröd, benen även de röda och ögonen gula. Bland lätena hörs ett metalliskt kacklande ”kyack-kyack-kyack-kyack”.

## Utbredning och systematik
Taiwanblåskatan förekommer i naturligt tillstånd enbart på Taiwan där den är stannfågel. Den är dock även införd till Japan där den etablerat en population i Hyōgo prefektur på sydvästra Honshu. Den behandlas som monotypisk, det vill säga att den inte delas in i några underarter.

## Levnadssätt
Taiwanblåskatan förekommer i städsegrön lövskog och skogsbryn på mellan 300 och 1200 meters höjd. Den är en allätare som intar olika sorters ryggradslösa djur, men även bär och fikon och har noterats fånga grodor. Arten är stannfågel, med vissa rörelser i höjdled vintertid.

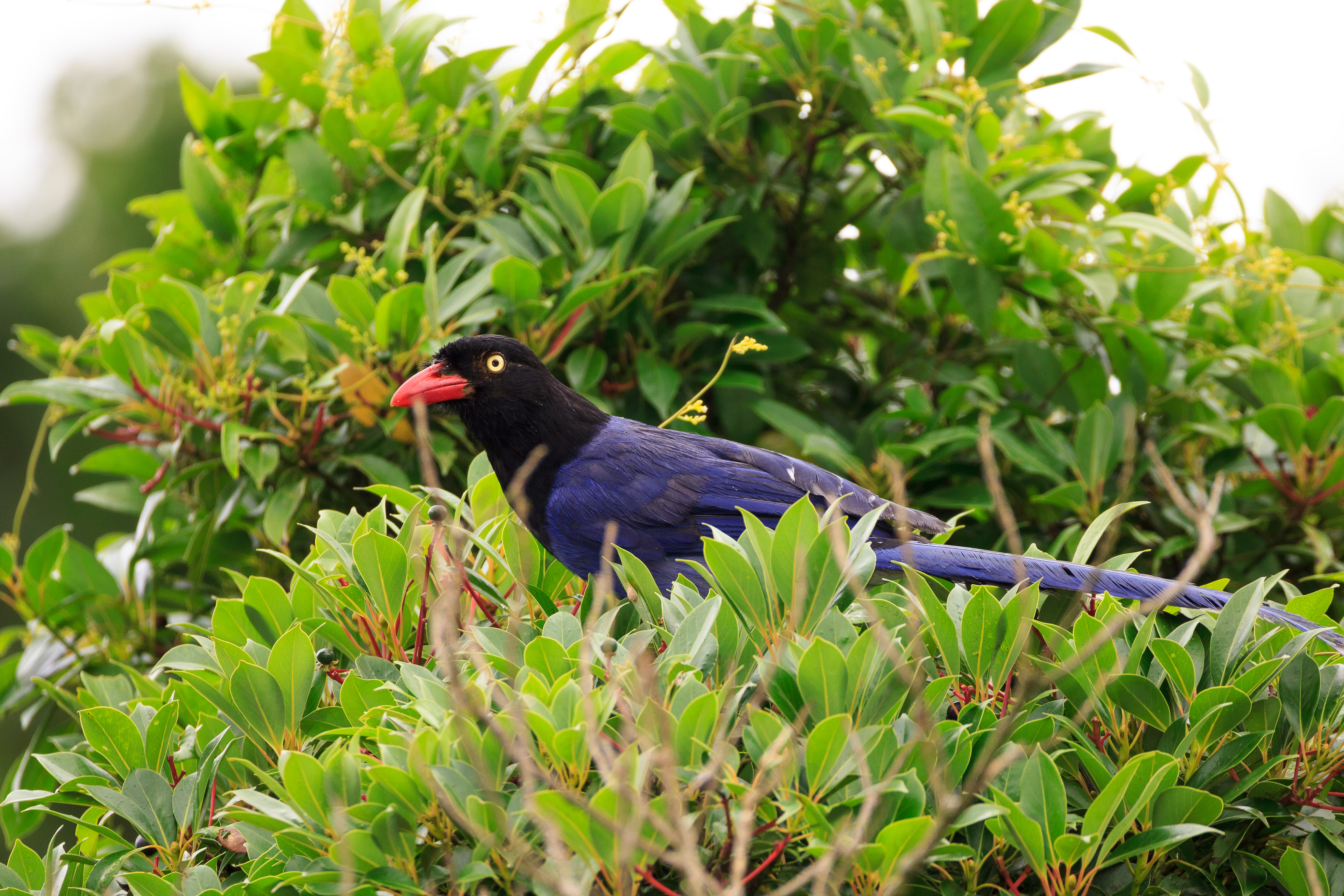

### Häckning
Taiwanblåskatan häckar i maj och juni, med ägg observerade från mitten till slutet av maj. Den häckar kooperativt, där andra individer än paret, antagligen fjolårsungar, hjälper till med att ta hand om ungarna.

## Status och hot
Arten har ett stort utbredningsområde och en stor population, men tros minska i antal till följd av habitatförlust, dock inte tillräckligt kraftigt för att den ska betraktas som hotad. Internationella naturvårdsunionen IUCN kategoriserar därför arten som livskraftig (LC). Världspopulationen har inte uppskattats men den beskrivs som inte ovanlig.

## Taxonomi och namn
Taiwanblåskatan beskrevs taxonomiskt som art av John Gould 1863. Det vetenskapliga artnamnet caerulea betyder "himmelsblå".